# Takplåt

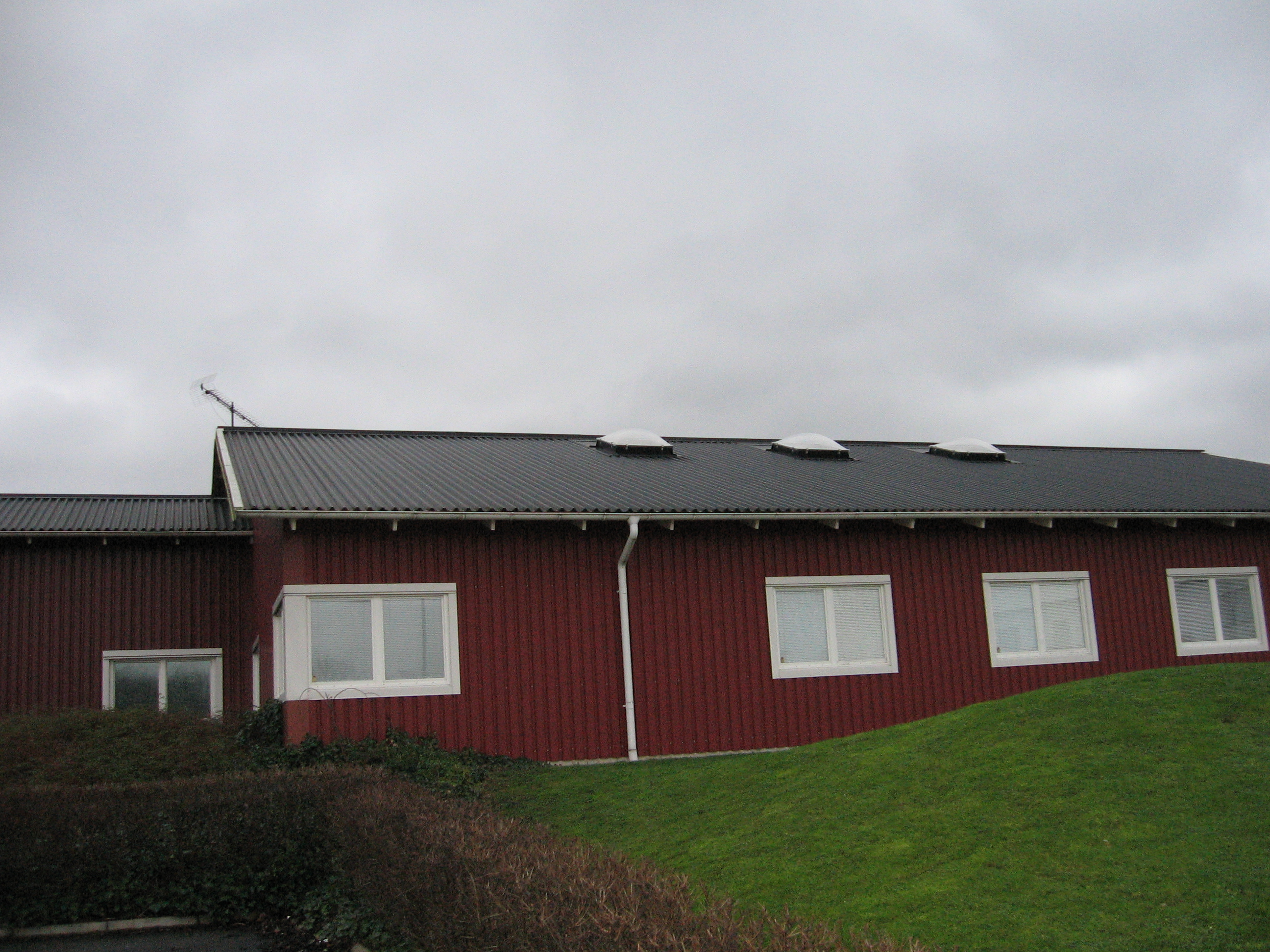
TRP-Plåttak

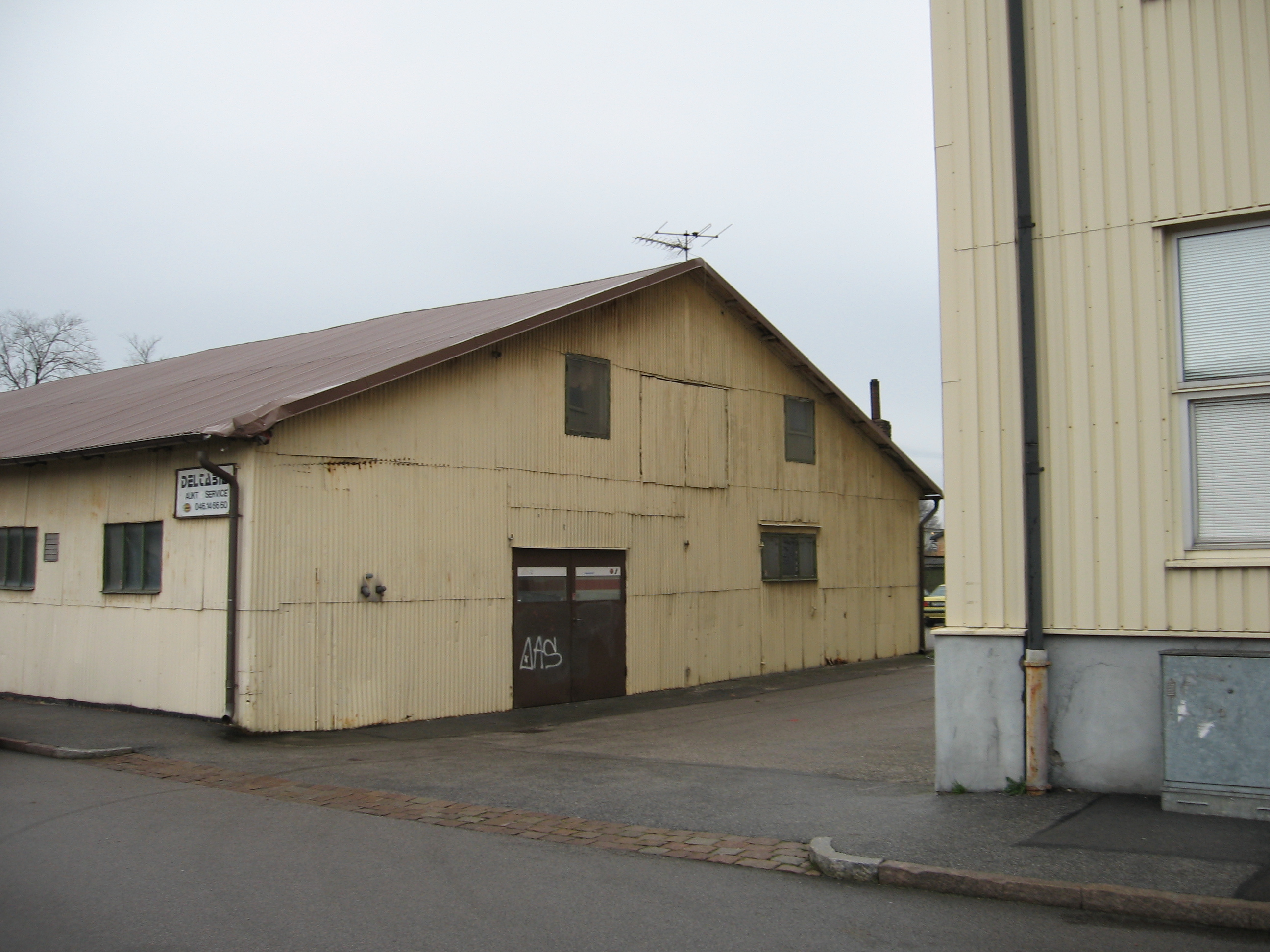
Sinusplåttak

Takplåt är någon form av tunnplåt, oftast i veckad form så kallad korrugerad plåt, använd i takkonstruktioner.
Plåten kan vara det yttersta på taket och användas som ytskikt, den kan då vara bärande som exempelvis sinus- eller trapetskorrugerad plåt, eller icke bärande som till exempel slätplåt.
Eller; som bärande men inte det yttersta på taket, som i takkonstruktioner med högprofilerad trp plåt, med isolering och ett tätskikt av takpapp på, eller så kallade dubbla plåttak, dvs bärande plåt, sedan isolering och ytterst plåt igen som ytskikt.
Takplåt kan vara gjord av olika metaller så som, stål, rostfritt stål, aluminium, koppar, zink, bly m.fl.
Målad stålplåt är oftast svart eller röd, för att efterlika svartglaserat eller vanligt rött taktegel.
Kända tillverkare är finska Ruukki och svenska Plannja.